# 상후원역
상후원역(上後原驛)은 서울특별시 성동구 성수동1가에 있던 경성궤도의 역이다. 이 역에서 광장리 방향 지선이 분기하였다. 현재의 서울 지하철 2호선 뚝섬역 인근에 위치하였다.

## 연혁
- 1930년 ~ 1933년 : 영업 개시
- 1933년 7월 15일 : 상후원-화양 간 2.0 km 화물 영업 개시[1]
- 1933년 10월 17일 : 상후원-화양 간 1.6 km 화양지선 여객 영업 개시[2]
- 1966년 7월경[3] : 운행 중지